# دار نشر جامعة كامبريدج
دار نشر جامعة كامبريدج (بالإنجليزية: Cambridge University Press) هي القسم المسؤول عن أعمال النشر في جامعة كامبريدج. مُنِحَت براءة تمليك من قبل الملك هنري الثامن في عام 1534، وهي أقدم دار نشر في العالم وثاني أكبر دار نشر جامعية في العالم (بعد دار نشر جامعة أكسفورد). كما تحمل براءة تملك باسم مطبعة الملكة (Queen's Printer).
مهمة دار النشر هي "تعزيز رسالة الجامعة من خلال نشر المعرفة في السعي وراء التعليم والتعلم والبحث على أعلى المستويات الدولية من التميز."
دار تشر جامعة كامبريدج هي قسم من جامعة كامبردج وهي ناشر أكاديمي وتربوي. وبوجود عالمي للمبيعات ومراكز نشر ومكاتب في أكثر من 40 دولة، فإنها تنشر أكثر من 50000 كتاب من قبل مؤلفين من أكثر من 100 دولة. وتشمل منشوراتها: الدوريات الأكاديمية والأفرودات والأعمال المرجعية والكتب المدرسية ومنشورات التعليم والتعلم باللغة الإنجليزية. مطبعة جامعة كامبريدج هي مؤسسة خيرية تقوم بنقل جزء من ربحها السنوي إلى الجامعة.

## روابط خارجية
- دار نشر جامعة كامبريدج على موقع الموسوعة البريطانية (الإنجليزية)
- تاريخ موجز لمطبعة جامعة كامبريدج
- موقع مطبعة جامعة كامبريدج
- الكتاب المقدس (الأنجيل) لمطبعة جامعة كامبريدج
- الجرائد العلمية في جامعة كامبريدج علي الشبكة